# Equació de Colebrook-White
L'equació de Colebrook-White és una fórmula utilitzada en hidràulica per al càlcul del factor de fricció de Darcy {\displaystyle \lambda } també conegut com a coeficient de fregament. Es tracta del mateix factor {\displaystyle \lambda } que apareix a l'equació de Darcy-Weisbach.
L'expressió de la fórmula de Colebrook-White és la següent:
{\displaystyle {\frac {1}{\sqrt {\lambda }}}=-2\log _{10}{\left({\frac {k/D}{3,7}}+{\frac {2,51}{Re{\sqrt {\lambda }}}}\right)}}
On {\displaystyle Re} és el nombre de Reynolds, {\displaystyle k/D} la rugositat relativa i {\displaystyle \lambda } el factor de fricció.
El camp d'aplicació d'aquesta fórmula es troba a la zona de transició de flux laminar a flux turbulent i flux turbulent.
Per obtenir {\displaystyle \lambda } és necessari l'ús de mètodes iteratius. Una altra forma més senzilla i directa d'obtenir el valor de {\displaystyle \lambda } és fer ús del diagrama de Moody.
Per al cas particular de canonades llises la rugositat relativa, és a dir la relació entre la rugositat a les parets de la canonada i el seu diàmetre, és molt petit de manera que el terme {\displaystyle k/D} és molt petit i pot menysprear el primer sumand situat dins del parèntesi de l'equació anterior. I en aquest cas particular l'equació de la manera:
{\displaystyle {\frac {1}{\sqrt {\lambda }}}=2\log _{10}{\left(Re{\sqrt {\lambda }}\right)}-0,8}
Per a nombres de Reynolds molt grans el segon sumand situat dins del parèntesi de l'equació de Colebrook-White és menyspreable. En aquest cas la viscositat no influeix en la pràctica a l'hora de determinar el coeficient de fricció, aquest únicament depèn de la rugositat relativa {\displaystyle k/D} de la canonada. Això es manifesta en el diagrama de Moody que en la corba per a valors elevats de {\displaystyle Re} es fan rectes.